# 쉴라 고우다
실라 고우다 (칸나다어: knಶೀಲಾ ಗೌಡ, 1957년 ~ )는 벵갈루루에서 거주하며 활동하고 있는 현대 미술가이다. 화가로 훈련하면서, 인모, 소의 분변, 향, 쿰 쿰 가루 (붉은 색의 천연 안료) 등의 다양한 재료를 사용하는 조각과 설치로 실습의 범위를 넓혔다. 고우다는 주류에서 밀려난 사람들의 일상적인 노동 경험에서 영감을 받은 "진행 지향적"인 작업으로 알려져 있다. 

## 작업
인도의 정치적 지형 변화에 대응하여 고우다는 1990년대에 설치와 조각으로 전업하였다. 향과 쿰 쿰과 같은 재료를 사용하여 향 산업의 노동 관습과 그곳에서의 여성에 대한 대우의 관계를 그리는 묵시적인 풍경을 창조하였다.